# Совет национальной безопасности (Турция)
Совет национальной безопасности (тур. Milli Güvenlik Kurulu, СНБ) — консультативный орган, состоящий из начальника штаба, отдельных членов совета министров и президента Турции. Как и аналогичные структуры в других странах, СНБ Турции занимается разработкой политики национальной безопасности.
Политика национальной безопасности, разработанная СНБ, фиксируется в документе о политике национальной безопасности (тур. Milli Güvenlik Siyaseti Belgesi) более известном как «Красная книга». Красную книгу иногда называют самым секретным документом Турции, изменения в неё вносятся один или два раза за десять лет.

## История
СНБ Турции был создан после государственного переворота, произошедшего в 1960 году. В конституцию, принятую в 1961 году, также было внесено упоминание о равноправном положении СНБ и совета министров.
Роль, отводившаяся СНБ, возросла в конституции 1982 года, которая была принята военной хунтой после переворота, совершённого в 1980 году. Рекомендации СНБ получили больший вес, чем мнение совета министров. Также за счёт гражданских специалистов было увеличено количество мест в СНБ, занимаемых военными.

## Роль военных в турецкой политике
СНБ зачастую рассматривается как институционализация влияния военных на политику. С 1923 года, когда Ататюрк создал современное секулярное турецкое государство, турецкие военные считали себя защитниками кемализма, официальной государственной идеологии, хотя сам Ататюрк был сторонником отстранения военных от политики.
В то же время отношение гражданского правительства к военным было неоднозначным, оно то пыталось сократить их влияние, то наоборот усилить.
Следствием всего этого стали четыре попытки государственного переворота со стороны военных — в 1960, 1971, 1980 и 1997 годах. Военные обладают большим весом в турецком обществе, согласно опросам общественного мнения, армия является государственным институтом, которому доверяют большинство граждан Турции.

## Реформирование
Во время подготовки переговоров Турции с ЕС, о возможном вступлении в Евросоюз, чтобы соответствовать Копенгагенским критериям Турция приняла ряд шагов по увеличения гражданского контроля над вооружёнными силами. 23 июля 2003 года Великое национальное собрание приняло седьмой пакет реформ, целью которого было ограничение роли военных, посредством реформы СНБ. По мнению Financial Times, эти реформы являлись ничем иным, как «бесшумной революцией».
Во-первых было подчёркнуто, что СНБ представляет собой лишь совещательный орган. Седьмой пакет реформ позволил назначать генеральным секретарём СНБ гражданское лицо, что и произошло впервые в августе 2004 года. Также были урезаны другие функции СНБ.
Несмотря на эти реформы, Еврокомиссия в 2004 году заявила, что «хотя процесс приведения баланса между гражданскими и военными в соответствие с нормами, принятыми в ЕС, и осуществляется, вооружённые силы Турции всё ещё обладают значительным влиянием благодаря ряду неформальных каналов». В отчёте комиссии, выпущенном через год, также заявлялось, что «военные всё ещё оказывают значительное влияние путём осуществления публичных заявлений, касающихся политического развития и политики правительства».
У СНБ существовало управление по связям с общественностью, но в ходе реформ оно было распущено.